# Ele Keats
Ele Keats, nata Elemy Georgescu (Parigi, 24 agosto 1973), è un'attrice statunitense.

## Biografia
Nata a Parigi, da padre rumeno e madre statunitense, Ele Keats è cresciuta tra l'Italia, la Germania e Woodstock prima di trasferirsi a Los Angeles e intraprendere la carriera di modella e successivamente di attrice.
Debutta all'età di quindici anni in uno degli spot Pepsi interpretati da Michael Jackson e ottiene una parte ricorrente nella serie Caro John nel ruolo di una studentessa.
Dopo la prima parte da protagonista nella soap opera per adolescenti Tribes della Fox, debutta sul grande schermo con un piccolo ruolo nel film di fantascienza Le avventure di Rocketeer. Seguono partecipazioni sempre più importanti in film come I ribelli, Paura d'amare accanto ad Al Pacino e Michelle Pfeiffer, il musical della Disney Gli strilloni accanto a Christian Bale e il dramma Alive - Sopravvissuti. Nel 1993 ottiene una candidatura agli Young Artist Awards assieme al resto del cast de Gli strilloni per la miglior performance cinematografica di gruppo dell'anno.
Dalla seconda metà degli anni novanta si dedica soprattutto alla televisione e al cinema indipendente, comparendo nei film tv White Dwarf (prodotto da Francis Ford Coppola), La leggenda del lupo bianco per il Disney Channel, Per salvare Sarah (nel ruolo della figlia scomparsa di Patty Duke e Richard Crenna), Visioni Intime, I Shot a Man in Vegas (poi re-intitolato Omicidio a Las Vegas), Too Smooth (con Neve Campbell) e in serie popolari come Il tocco di un angelo, Un detective in corsia, CSI - Scena del crimine e MTV Undressed. Molto attiva nel campo della pubblicità, è apparsa in oltre un centinaio di spot pubblicitari per marchi quali Levi's, Nissan, AT&T e Kellogg's.
Nel 2004 il regista Steven Soderbergh la sceglie per la parte della donna misteriosa nel suo episodio di Eros, film co-diretto assieme a Michelangelo Antonioni e Wong Kar-Wai che viene presentato in anteprima alla 61ª Mostra internazionale d'arte cinematografica di Venezia. La Keats continua la carriera televisiva apparendo nell'episodio pilota della serie Night Stalker e successivamente in puntate di Cold Case, CSI: NY e Greek - La confraternita e della serie web di Hulu The Legion of Extraordinary Dancers. A teatro, ha interpretato lo spettacolo I monologhi della vagina.
Nel 2014 è la protagonista del cortometraggio Snowflake, diretto dall'italiano Francesco Roder, con cui vince i premi come Miglior attrice all'Accolade Competition di San Diego, agli International Independent Film Awards e agli IndieFEST Film Awards.
Tra il 2015 e il 2016 lavora per due produzioni horror della Blumhouse: Insidious 3 - L'inizio (in cui interpreta Lillith Brenner, la madre della protagonista) e Ouija - L'origine del male. Nel 2017 interpreta Christine, la moglie di Adam Baldwin nella serie The Last Ship e nel 2018 appare nell'episodio natalizio di NCIS - Unità anticrimine.

## Vita privata
Vegana e praticante di yoga, la Keats è anche un'imprenditrice e nel 2005 ha lanciato una sua linea di gioielli; nel 2013 ha aperto la sua prima gioielleria a Los Angeles.
Da adolescente è stata compagna di stanza di Drew Barrymore e ai tempi della lavorazione de Gli strilloni è stata legata sentimentalmente all'attore Christian Bale.

## Filmografia

### Film
- Le avventure di Rocketeer (The Rocketeer), regia di Joe Johnston (1991)
- Paura d'amare (Frankie and Johnny), regia di Garry Marshall (1991)
- Gli strilloni (Newsies), regia di Kenny Ortega (1992)
- Alive - Sopravvissuti (Alive), regia di Frank Marshall (1993)
- Lipstick Camera - Visioni Intime (Lipstick Camera), regia di Mike Bonifer (1994)
- I ribelli (There Goes my Baby), regia di Floyd Mutrux (1994)
- I Shot a Man in Vegas (I Shot a Man in Vegas), regia di Keoni Waxman (1995)
- Too Smooth (Hairshirt), regia di Dean Paras (1998)
- March, regia di James Mercurio (2001)
- Equilibrium, episodio di Eros, regia di Steven Soderbergh (2004)
- The Good Humor Man, regia di Tenney Fairchild (2005)
- Monday, regia di Heidi Van Lier (2006)
- American Decaf, regia di Heidi Van Lier (2009)
- Snowflake, regia di Francesco Roder - cortometraggio (2014)
- Insidious 3 - L'inizio (Insidious: Chapter 3), regia di Leigh Whannell (2015)
- Ouija - L'origine del male (Ouija: Origin of Evil), regia di Mike Flanagan (2016)

### Televisione
- Caro John (Dear John) – serie TV, episodi 2x17-2x18-3x11 (1990)
- Brillantina (The Outsiders) – serie TV, episodio 1x01 (1990)
- Room for Romance – serie TV, episodio 1x03 (1990)
- Tribes - serie TV, 65 episodi (1990)
- Senza motivo apparente (Murder Without Motive: The Edmund Perry Story), regia di Kevin Hooks - film TV (1992)
- Class of '96 - serie TV, episodio 1x14 (1993)
- White Dwarf, regia di Peter Markle - film TV (1995)
- La leggenda del lupo bianco (White Wolves 2: Legend of the wild) regia di Terence H. Winkless - film TV (1995)
- Per salvare Sarah (Race Against Time: The Search for Sarah) regia di Fred Gerber - film TV (1996)
- Un detective in corsia (Diagnosis Murder) – serie TV, episodio 5x16 (1998)
- Il tocco di un angelo (Touched by an Angel) – serie TV, episodio 4x23 (1998)
- MTV Undressed (Undressed) – serie TV, episodio 1x00 (1999)
- CSI - Scena del crimine (CSI - Crime Scene Investigation) – serie TV, episodio 1x14 (2001)
- Night Stalker - serie TV, episodio 1x01 (2005)
- Cold Case - Delitti irrisolti (Cold Case) - serie TV, episodio 4x07 (2006)
- CSI: NY - serie TV, episodio 6x11 (2009)
- Greek - La confraternita (Greek) - serie TV, episodio 3x16 (2010)
- The Legion of Extraordinary Dancers - serie TV, episodio 2x07 (2010)
- OverParenting - serie web, episodio 1x01 (2015)
- The Last Ship - serie TV, episodio 4x04 (2017)
- NCIS - Unità anticrimine (NCIS) - serie TV, episodio 16x10 (2018)

## Doppiatrici italiane
Nelle versioni in italiano dei suoi lavori, Ele Keats è stata doppiata da:
- Barbara De Bortoli ne Gli strilloni
- Silvia Tognoloni in Alive - Sopravvissuti
- Tatiana Dessi in CSI - Scena del crimine
- Ilaria Latini in Cold Case - Delitti irrisolti

## Premi e riconoscimenti
- 1993 - Young Artist Award
  - Candidatura come miglior cast per Gli strilloni (assieme al cast del film)
- 2014 - Accolade Competition
  - Miglior attrice protagonista per Snowflake
- 2015 - IIFA - International Independent Film Awards
  - Miglior attrice protagonista per Snowflake
- 2015 - Los Angeles Independent Film Festival Awards
  - Candidatura come miglior attrice per Snowflake
- 2016 - The IndieFest Film Awards
  - Miglior attrice protagonista per Snowflake